# Leupahn
Leupahn ist ein Ortsteil der Gemeinde Königsfeld im sächsischen Landkreis Mittelsachsen. Er wurde am 20. Juni 1957 nach Leutenhain eingemeindet, mit dem er am 1. März 1994 zur Gemeinde Königsfeld kam.

## Geografie

### Geografische Lage und Verkehr
Leupahn befindet sich im nördlichen Gemeindegebiet von Königsfeld am Südrand des Colditzer Forsts. Nordwestlich des Orts befindet sich die Kiesgrube Leupahn, im Südwesten der Speicher Schwarzbach.

### Nachbarorte
| Thierbaum | Colditzer Forst (zu Colditz)                |             |
|           | Kompassrose, die auf Nachbargemeinden zeigt |             |
| Nauenhain | Leutenhain                                  | Schwarzbach |

## Geschichte

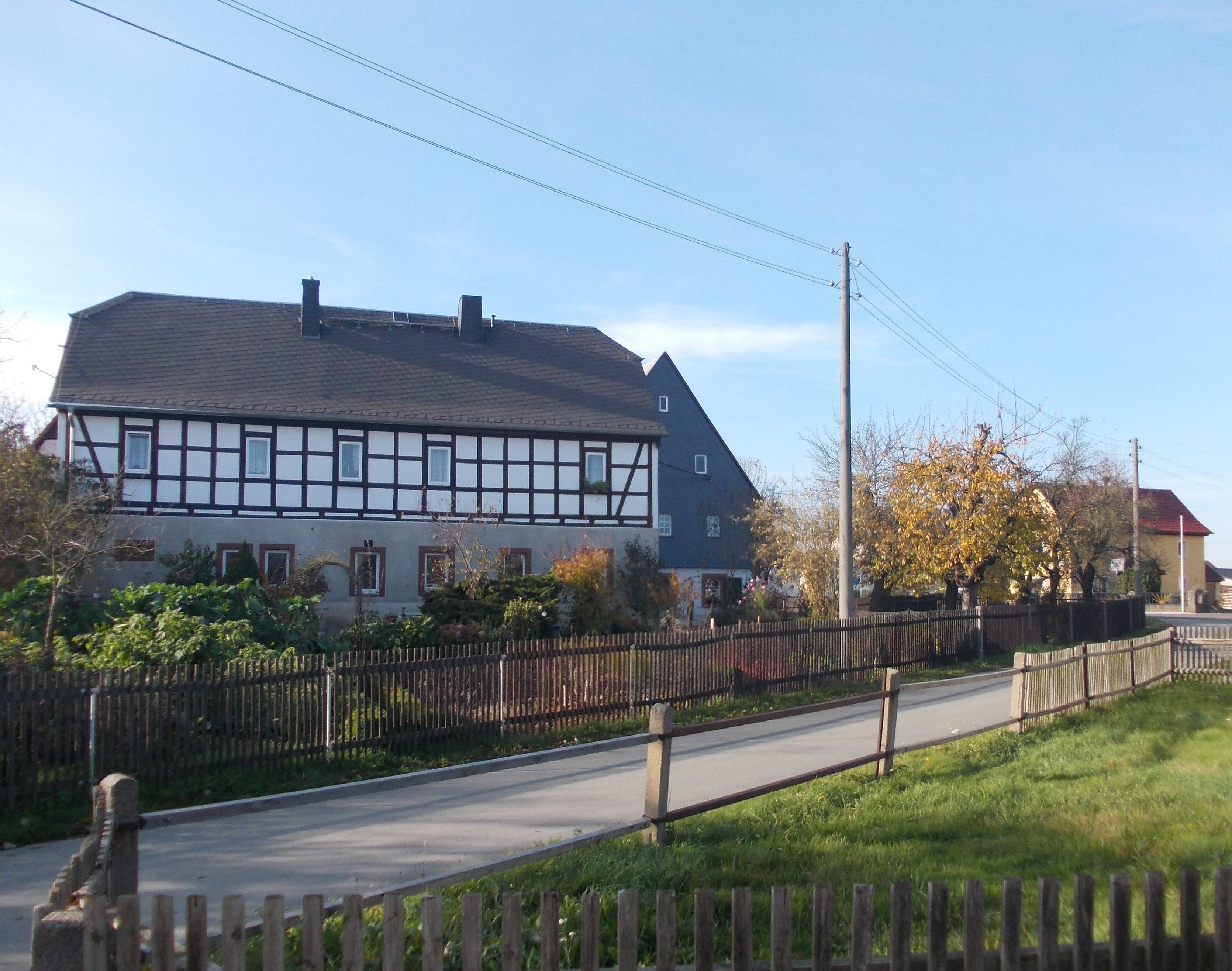
Fachwerkhaus in Leupahn

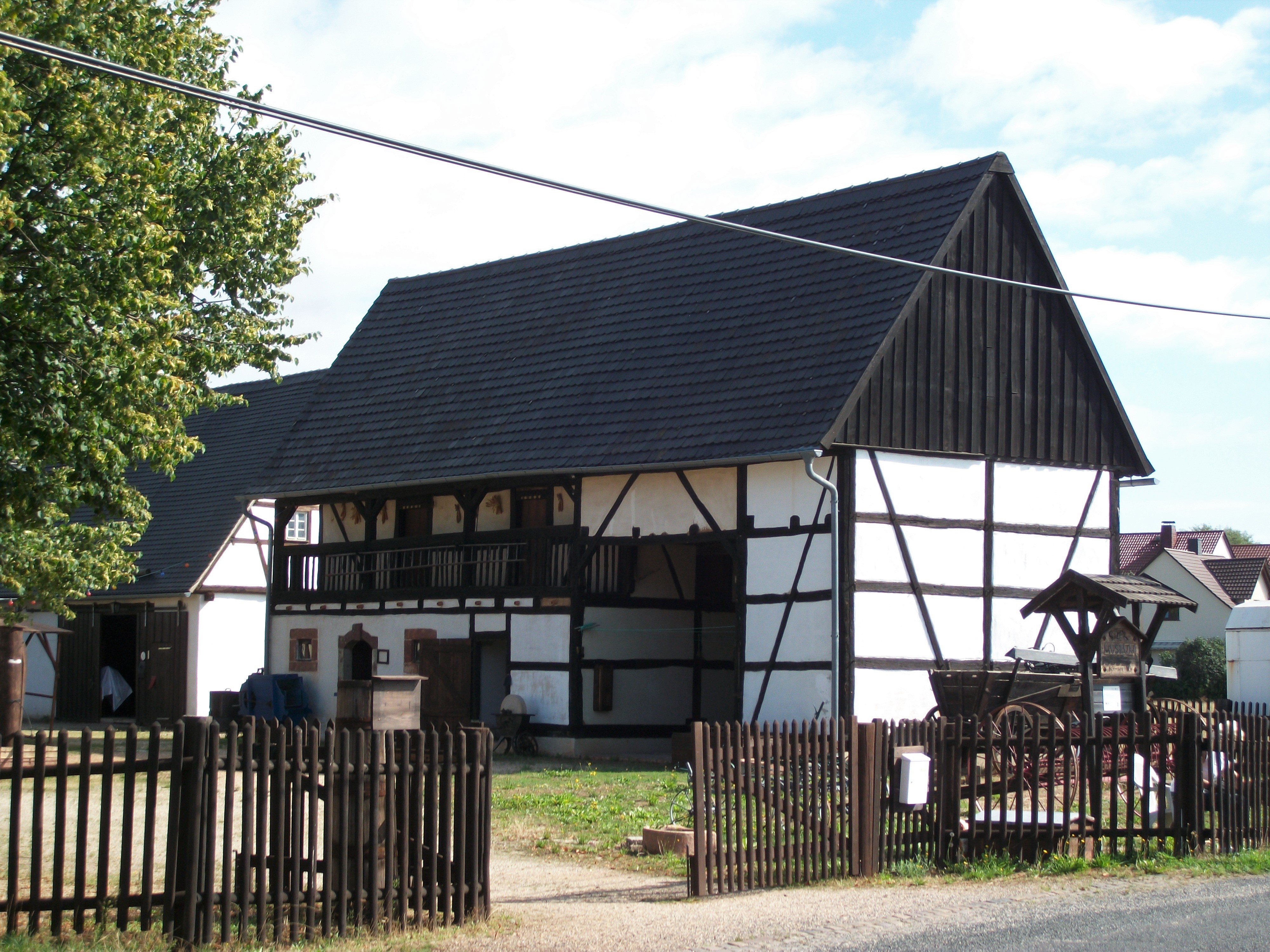
Transloziertes Leupahner Seitengebäude im Museum Schwarzbach

Der Rundweiler Leupahn wurde im Jahr 1368 als Lypin erwähnt. Bezüglich der Grundherrschaft unterstand der Ort in den Jahren 1548 und 1606 dem Rittergut Hohnbach. 1764 wird der Ort als Amtsdorf geführt. Kirchlich ist Leupahn seit jeher nach Schwarzbach gepfarrt. Leupahn gehörte bis 1856 zum kursächsischen bzw. königlich-sächsischen Amt Colditz. Bei den im 19. Jahrhundert im Königreich Sachsen durchgeführten Verwaltungsreformen wurden die Ämter aufgelöst. Dadurch kam Leupahn im Jahr 1856 unter die Verwaltung des Gerichtsamts Colditz und 1875 an die neu gegründete Amtshauptmannschaft Grimma.
Durch die zweite Kreisreform in der DDR im Jahr 1952 wurde die Gemeinde Leupahn dem Kreis Rochlitz im Bezirk Chemnitz (1953 in Bezirk Karl-Marx-Stadt umbenannt) angegliedert. Am 20. Juni 1957 wurde Leupahn nach Leutenhain eingemeindet. Die Gemeinde Leutenhain mit dem Ortsteil Leupahn gehörte ab 1990 zum sächsischen Landkreis Rochlitz, der 1994 im Landkreis Mittweida bzw. 2008 im Landkreis Mittelsachsen aufging. Durch die Eingemeindung von Leutenhain nach Königsfeld wurde Leupahn am 1. März 1994 ein Ortsteil der Gemeinde Königsfeld.